# Johann Jakob Hohl (Politiker, 1809)
Johann Jakob Hohl (* 6. November 1809 in Grub; † 28. Februar 1859 ebenda; heimatberechtigt in Grub AR) war ein Schweizer Gemeindepräsident, Kantonsrat und Gründer der Ausserrhoder Assekuranz aus dem Kanton Appenzell Ausserrhoden.

## Leben
Johann Jakob Hohl war ein Sohn von Johann Konrad Hohl, armer Weber und Landwirt, und der Anna Maria Schmid. 1831 heiratete er Elsbeth Schläpfer, eine Tochter von Jakob Schläpfer. 1827 besuchte er die Kantonsschule Trogen. Aus finanziellen Gründen musste er diese nach 40 Wochen beenden. Von 1828 bis 1831 arbeitete er als Weber bei seinem Vater. In seiner Freizeit absolvierte er eine autodidaktische Weiterbildung. 1832 bis 1837 arbeitete er als Lehrer in Herisau. Von 1837 bis 1845 wirkte er als Landschreiber, Landespolizeiverwalter und zeitweilig Verhöraktuar. Von 1845 bis 1847 war er Gemeindeschreiber in Grub. Ab 1845 arbeitete er auch als Landwirt und ab 1853 als Posthalter.
Von 1845 bis 1853 amtierte Johann Jakob Hohl als Gemeinderat in Grub. Von 1847 bis 1853 versah er das Amt des Gemeindehauptmanns. Von 1847 bis 1853 sass er im Ausserrhoder Grossrat. 1851 erwarb sich Johann Jakob Hohl grosse Verdienste um die Schaffung eines kantonalen Strassengesetzes. 1851 bis 1859 war er Aktuar der kantonalen Strassenkommission. Von 1853 bis 1859 fungierte er als Strasseninspektor für die Region Vorderland. 1852 bis 1859 war er Mitglied der kantonalen Fachkommission. 1841 bis 1859 arbeitete er dann als Buchhalter der kantonalen Gebäudeassekuranz. Er gilt als deren Gründer. Von 1845 bis 1859 war er Sekretär der Schweizerischen Mobiliarassekuranz-Anstalt. 1843 bis 1859 präsidierte er die Appenzellische Gemeinnützige Gesellschaft. Von 1842 bis 1854 war er Redaktor von der Verhandlungen der Appenzellischen Gemeinnützigen Gesellschaft. Ab 1854 bis 1859 war er Gründer und Redaktor der Appenzellischen Jahrbücher. Er schrieb zahlreiche Aufsätze zur Kantonsgeschichte.